# Boo (personage)
Boo is een personage uit de computerspellen van Nintendo. Hij is vormgegeven als een klassiek spook: rond en ballonachtig.

## Beschrijving
Boo kwam het eerst voor in Super Mario Bros. 3. In dit spel was Boo erg verlegen en stopte hij met bewegen als Mario naar hem keek. Zodra Mario de andere kant op keek, vloog Boo weer naar hem toe. Ook stal hij de muntjes van de speler.
Boo kwam in eerste instantie alleen voor als een klassieke vijand in de platformspellen van Mario en andere spellen van Nintendo. Vanaf de Mario Partyserie, meer bepaald sinds Mario Party 5, is Boo een speelbaar personage geworden. Hij is daar zelfs een vriend van Mario. Sinds Boo speelbaar werd, nam Pink Boo (zie hieronder), een slechte roze Boo, het stelen van muntjes over. In het spel Mario Kart Wii uit de Mario Kartserie, is Boo niet speelbaar, maar King Boo wel.

## Vormgeving en varianten

### White Boo
Boo is meestal een melkachtige kleur wit, hoewel er ook vele kleurvarianten zijn, zoals blauw, groen, roze, oranje, rood en zwart. Er zijn ook variaties in de grootte van Boo, zoals Big Boo, Bigger Boo en Boolossus. De waarschijnlijke leider van de Boo's gaat door onder de naam King Boo.

### Bomb Boo
Bomb Boo is een variant op de witte Boo (een cominatie van Boo en Bob-omb) en net als de meeste andere Boo's een van Mario's vijanden. Bomb Boo verscheen voor het eerst in het spel Super Mario Galaxy uit 2007, gevolgd door Super Mario Galaxy 2. Bomb Boo heeft het uiterlijk van een bal. Hij is zwart van kleur, heeft gele ogen en tanden en een rode tong. Verder is de tong heel erg rekbaar; door deze ‘zwakte’ kan Bomb Boo door Mario weggeslingerd worden.
Bomb Boo heeft de eigenschap te ontploffen als hij iets raakt - daarom kan Bomb Boo ook niet door muren heen vliegen. Bomb Boo vliegt heen en weer en ontploft na verloop van tijd of gaat achter Mario of Luigi aan als deze te dichtbij komen. Ook moet deze Bomb Boo tot ontploffing worden gebracht om het personage te doden, dit in tegenstelling tot de witte variant, die alleen maar naar een lichte plek hoeft te worden gebracht.

### Pink Boo
Pink Boo (ook wel Red Boo genoemd) is een roze variant op de witte Boo; verder verschilt hij niet veel. Hij maakte zijn debuut in Super Mario Bros. Deluxe, waar hij een vijand was. Toen Boo in Mario Party 5 speelbaar werd, nam Pink Boo het stelen van de muntjes over. Hij deed dit tevens in Mario Party 6, 7 en 8. In Mario Party DS is Pink Boo te zien in de minigame Peek-a-Boo.